# Geoffrey Pyke
Geoffrey Nathaniel Pyke (Londra, 9 novembre 1893 – Londra, 21 febbraio 1948) è stato un inventore e educatore britannico, direttore dei programmi del Combined Operation sotto la direzione di Lord Mountbatten; progettò sia una slitta automobile sia una portaerei totalmente in ghiaccio.
Fu un educatore e successivamente un inventore le cui idee, brillanti ma non ortodosse, erano difficili da sviluppare. Nel suo modo di vivere e nell'aspetto era simile allo stereotipo comune di uno scienziato-ingegnere-inventore.
È ricordato in particolare per le sue proposte innovative di armamenti, più in particolare per il pykrete, un materiale di ghiaccio e polpa di legno, e per la sua proposta di costruire una portaerei con tale materiale (Progetto Habakkuk).

## I primi anni
Geoffrey Pyke nacque a Londra nel novembre 1893, figlio di un avvocato ebreo, rimase orfano all'età di cinque anni. Il padre non lasciò alcuna eredità; la madre, Mary, se la prese con i figli e rese la loro vita un inferno. Quindi Geoffrey fu costretto a diventare il maschio di casa, dato che, pur avendo quattro fratelli, il primogenito era una femmina. Dopo aver fatto le scuole inferiori fu mandato nel Wellington College, una scuola militare dove la madre lo presentò come ebreo osservante, quindi fu costretto a mangiare kosher ed a vestirsi in modo diverso dai compagni di scuola, che, per ripicca, lo trattarono nei due anni successivi come bulli che se la prendevano con il più debole, inseguendolo per tutti i corridoi al grido "cacciamo Pyke o "cacciamo l'ebreo", dopo due anni di questa vita Pyke fu ritirato dal collegio ed istruito a domicilio per altri due anni. Terminata l'istruzione di base si iscrisse al Pembroke College dell'Università di Cambridge nella facoltà di legge. All'università conobbe fra gli altri Tommaso Marinetti.

## La prima guerra mondiale
All'inizio della prima guerra mondiale interruppe gli studi e convinse il Daily Chronicle che poteva recarsi a Berlino (con il passaporto di un marinaio americano) e trasmettere articoli quotidiani al giornale. In Germania fu in grado di parlare con alcuni tedeschi e verificare che la vita dei civili non era così dura come dipinto dalla stampa britannica ed a vedere la mobilitazione contro la Russia, osservando dozzine di treni pieni di soldati che muovevano con precisione cronometrica apparente. Ma, scoperto dai tedeschi, dopo sei giorni di permanenza in Germania, fu arrestato nella casa che aveva preso in affitto e lasciò sul tavolo una lettera che avrebbe potuto incriminarlo, scritta fortunatamente in inglese. Rischiò di essere fucilato, come avevano indicato coloro che lo avevano arrestato, come spia, ma fu invece tenuto sedici settimane di isolamento.
Dopo questo periodo fu trasferito in un'altra prigione, dove poté unirsi ad altri prigionieri ed acquistare beni come giornali, più importante venne a sapere che migliaia di stranieri erano già passati per tale prigione per un periodo di quarantena prima di essere trasferiti al campo di concentramento di Ruhleben, alla periferia di Berlino, dove fu trasferito dopo dieci giorni metà dei quali passati nella prigione di Moabit.
Pyke ben presto fece amicizia con un gruppo di laureati dell'Università di Oxford e di quella di Cambridge, gli amici gli fornirono panni extra per proteggersi dal freddo dell'inverno e, per la prima volta dal suo arresto, anche cibo extra. I libri e gli altri oggetti di svago erano condivisi. I prigionieri erano autorizzati a fare affari ed in un certo grado potevano fare acquisti e ricevere pacchi da casa. C'era un prospero mercato nero in materiali di lusso, ma rari, come sapone e materiali proibiti come alcolici e giornali inglesi.
Ben presto Pyke si ammalò, e quasi morì, di polmonite e soffrì ripetutamente per avvelenamento da cibo. Solo quando il tempo migliorò con l'avvicinarsi dell'estate, la sua salute migliorò. Nonostante la malattia pensò continuamente alla possibilità di fuga e fece molte domande ai suoi compagni. La maggior parte delle persone con cui parlò era pessimista relativamente alla possibilità di fuga, ma incontrò un inglese amico nella persona di Edward Falk (che, essendo di madre tedesca, parlava perfettamente tale lingua) che desiderava disperatamente di andarsene dalla Germania. Altri avevano tentato di fuggire, pochi erano usciti dal campo, ma nessuno era riuscito ad uscire dalla Germania. Geoffrey cominciò a compilare dati statistici su tali tentativi di fuga, per individuare i fattori comuni sul fallimento. Pyke e Falk studiarono molti piani possibili e finalmente presero una decisione.
Per settimane prima del tentativo di fuga Pyke e Falk seguirono un regime di esercizi, che, dicevano, erano stati raccomandati loro da un cardiologo danese. In realtà il cardiologo danese era un'invenzione di Pyke, così come gli esercizi. Sul terreno usato per gli esercizi c'era un piccolo capannone, utilizzato per raccogliere le attrezzature ginniche. Pyke aveva notato che nel tardo pomeriggio i raggi del sole attraversavano la finestra accecando con il riflesso quelli che guardavano all'interno. Nel pomeriggio del 9 giugno 1915, Pyke e Falk entrarono nel capannone e si nascosero sotto alcune reti da tennis. All'ora normale le guardie, come dovevano, controllarono l'interno del capannone, e, sebbene i prigionieri le vedessero chiaramente, le guardie non videro nulla. I due aspettarono l'oscurità e quindi uscirono, e scavalcarono una serie di reticolati. Avevano una modica quantità di cibo ed una notevole quantità di denaro, ottenuto dai compagni di prigionia.
Pyke e Falk si accamparono in un posto prossimo a dove Pyke aveva osservato i treni tedeschi carichi di truppe e presero un tram verso Berlino, dove acquistarono vestiti ed equipaggiamento per campeggio, quindi salirono su un treno diretto ad ovest. Quando si trovarono a circa 80 km dal confine con l'Olanda, decisero che era più sicuro camminare. Mentre camminavano dovettero attendere pazientemente a tutti i ponti e tutti i passaggi a livello il momento migliore per l'attraversamento.
Avvicinandosi al confine consumarono quanto restava del cibo e scartarono tutto l'equipaggiamento a parte alcune funi che avevano fatto da una palla di spago. 50 m oltre il confine furono catturati da un militare olandese che li accompagnò al più vicino posto di frontiera. Erano passate circa due settimane da quando erano evasi dal campo di detenzione di Berlino.
Pyke e Falk dall'Olanda rientrarono poi in Inghilterra, lì Pyke diede sue notizie al direttore confessando che aveva fallito la sua missione. Tuttavia il direttore non era per niente dispiaciuto e, sorridendo, disse a Pyke che la storia della sua fuga, basandosi su un lungo rapporto telegrafico che Pyke aveva inviato da Amsterdam, era stato uno dei più grandi scoop della guerra. Pyke era il primo inglese ad essere entrato e uscito dalla Germania e doveva scrivere una serie di articoli per il Chronicle Pyke si rifiutò. A quel tempo aveva perso interesse a diventare un corrispondente di guerra. Dopo ciò divise il suo tempo fra l'assistente universitario sulle sue esperienze e la scrittura su riviste intellettuali, il Cambridge Magazine, da lui pubblicato. Pyke si diede da fare affinché pacchi di cibo fossero inviati agli amici a Ruhleben; nascosti nei doppi fondi delle scatole erano contenuti i particolari del suo metodo di fuga, sebbene i pacchi fossero arrivati senza problemi, nessuno tentò più di ripetere i metodi già usati.
Come prigioniero di guerra fuggito, egli era esente dalla coscrizione, inoltre i suoi punti di vista avevano cominciato muovere verso il pacifismo. Sulla sua fuga scrisse un libro intitolato To Ruhleben – And Back (A Ruhleben e ritorno), pubblicato nel 1916, successivamente ripubblicato nel 2002.
Pyke, nel corso della guerra, partecipò alle attività del Club 1917 (così battezzato in onore della rivoluzione che aveva spodestato lo zar) ed ivi conobbe, fra gli altri, Virginia Woolf e Bertrand Russel. Al club conobbe anche Margaret Amy Chubb, con cui si fidanzò nel maggio 1918 e che sposò civilmente nel giugno dello stesso anno. Nell’estate del 1921 nacque il figlio David e Pyke fissò un appuntamento con uno psicanalista per avere una guida su come far crescere il figlio.

## Malting House
Pyke mise mano a un certo numero di schemi per fare soldi. Per un certo tempo speculò pesantemente sul mercato delle derrate ed utilizzò un suo sistema per la gestione finanziaria invece delle tecniche convenzionali. Operò attraverso un certo numero di gestori di stock, in modo che nessuno di loro si rendesse conto della quantità di denaro che stava investendo, evitando in tal modo i maggiori costi di gestione. Dopo la fine della guerra Pyke iniziò uno studio “scientifico” del mercato dei metalli, notando che stagno e rame viaggiavano in controtendenza (cioè, se uno saliva, l’altro scendeva) e, basandosi su questa osservazione, riuscì a fare una fortuna non indifferente.

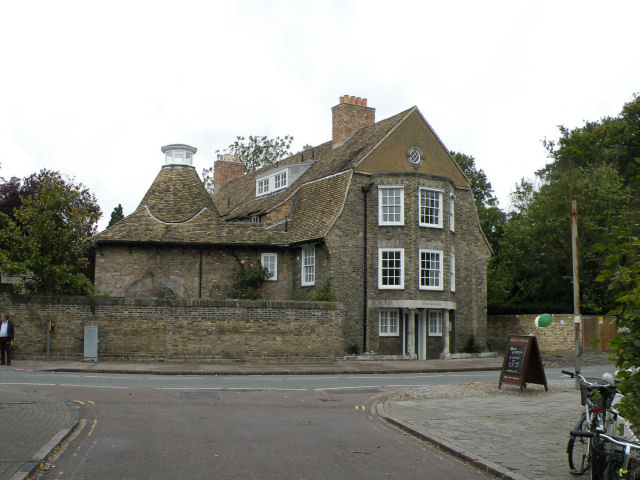
The Malting House school building photographed in 2008. The building is on the corner of Newnham Road and Malting Lane and overlooks the Mill Pond and Sheep's Green.

Dopo la nascita del figlio Pyke si preoccupò del problema della sua educazione. Voleva creare un'educazione che sviluppasse la curiosità e permettesse ai giovani di vivere nel XX secolo, un'esperienza educativa che fosse totalmente diversa dalla sua. Nel marzo 1924 compariva un annuncio sul New Statesman and Nation in cui venivano richiesti professori di elevate capacità e “privi di preconcetti religiosi”, nell’estate dello stesso anno Pyke assumeva la psicologa Susie Isaac come preside per la sua scuola, che aveva sede nella sua casa di Cambridge  (Malting House). Sebbene Pyke avesse molte idee originali per quanto riguardava l'educazione, promise a Susie che non avrebbe interferito.
In tale scuola gli alunni non erano forzati a studiare, ma potevano sviluppare liberamente le proprie capacità e non erano soggetti a regole provenienti dagli adulti. La scuola, oltre che sulle più recenti visioni pedagogiche, come quelle del filosofo statunitense John Dewey, si basava sugli studi psicanalitici di Freud, che sosteneva che i traumi infantili influenzavano il soggetto per tutta la vita, per questo motivo nella scuola era assolutamente vietato rimproverare, anche nel modo più blando, i bambini. I maestri erano visti come osservatori dei bambini a cui era data la massima libertà di ricerca. Successivamente Pyke trasformò la sua scuola in una scuola sperimentale per studi avanzati, per portare i bambini fino all’Università. Tuttavia Pyke aveva piani ambiziosi per la scuola e cominciò a interferire nell'attività quotidiana, e per quel motivo Susie Isaacs lasciò la scuola.

Pyke continuò nelle sue speculazioni che servivano per fornire denaro alla scuola di Malting House. Lampe dice: 
(.)
Nel 1926 negli Stati Uniti i maggiori produttori di rame formarono un “cartello” (CEI, Copper Exporters Incorporated) per controllare le fluttuazioni del prezzo del rame ed anche degli altri metalli.
Il CEI, dopo aver comprato il rame, aumentando i prezzi, fece abbassare di colpo i prezzi stessi, praticamente costringendo Pyke a mantenere senza venderlo il rame che aveva in magazzino. Quando i broker cominciarono a innervosirsi, Pyke fu costretto a far fallire le società che aveva creato per ridurre il carico fiscale. La cosa si trascinò in giudizio fino al 1929, con Pyke sull’orlo della pazzia, il 22 aprile 1929 fu portato in un ospedale. Nel luglio dello stesso anno Malting House fu chiusa definitivamente, tuttavia la chiusura di Malting House fu solo un inizio, poiché la scuola rimase come un esempio di pedagogia avanzata e come un punto di partenza per
ricerche ulteriori. Nell’inverno del 1929, Margaret Pyke si separò, e fu assunta come segretaria, restando comunque sempre in contatto amichevole con lui.

## Fra le due guerre
Nel 1938 Pyke ebbe la grande gioia di vedere suo figlio accettato come membro di un'unità di ricerca medica statunitense. Si congratulò con lui dato che il figlio descrisse il lavoro come "bello" (per Pyke la cosa più bella era sempre la ricerca pura): l'acquisizione di nuova conoscenza solo per la propria soddisfazione, David Pyke diventò un esperto in diabete.
Dopo il fallimento Pyke si rinchiuse in un cottage messogli a disposizione per 12 scellini al mese da Margaret Russel, cugina di Bertrand, che aveva conosciuto al Club 1917. Seguiva comunque gli eventi (fra cui il sorgere e l’affermarsi del nazismo in Germania) tramite i giornali che quotidianamente gli venivano recapitati dal villaggio vicino al cottage. In particolare era impressionato dall’antisemitismo di Hitler, memore del “cacciamo l’ebreo” che veniva urlato contro di lui al Wellington College. Nel 1934 il nazismo annunciò la creazione di un istituto per lo studio dell'ebraismo (storia e cultura).
Dato che considerava l’antisemitismo “un mito”, invece di contrastare le affermazioni di Hitler riteneva corretto spiegare “Perché faceva quelle affermazioni”, e scrisse un certo numero di articoli su tale argomento Pensò di creare un centro con lo scopo di diffondere questi punti di vista, ma, pur essendo riuscito a farsi promettere 8000 Lst (Lire sterline) da vari contributori sudafricani, non riuscì a raggiungere la somma effettiva di 80 000 Lst che questi volevano prima di contribuire effettivamente.

## La guerra civile spagnola
Nella guerra civile spagnola Pyke si schierò incondizionatamente a favore della repubblica, cercando di organizzare i lavoratori britannici affinché, nelle ore successive al normale orario di lavoro, volontariamente lavorassero su rottami di automobili per trasformarli in ambulanze o altri mezzi di trasporto. Tale idea diede vita nel febbraio 1937 al Voluntary Industrial Aid for Spain (VIAS), con sede centrale (e abitazione di Pyke) in Ormond Street a Londra. Il VIAS fu fortemente appoggiato dal partito comunista britannico, ma fu, proprio per tale motivo, osteggiato dal Trade Union Congress. Nonostante ciò il VIAS, organizzato in cellule locali, riuscì ad inviare in Spagna in totale una settantina di veicoli prima che terminasse la guerra. In questo periodo sviluppò altre due idee che avrebbe ripreso successivamente, cioè una moto con sidecar destinata a trasportare feriti ed un treno a pedali.
Pyke inoltre diede assistenza ai fabbricanti di materassi per il governo spagnolo, per la raccolta di aratri trainati da cavalli per i contadini spagnoli e fagotti di utensili manuali per i lavoratori dell'industria. Pubblicò brochure aggressive di propaganda mettendo in evidenza che i lavoratori britannici non dovevano considerare i loro contributi una forma di elemosina mentre gli spagnoli combattevano e morivano per i loro compagni lavoratori. Per rispondere ad una carenza di bende in Spagna, ricordò che, nella prima guerra mondiale, licheni seccati al sole e cuciti in fagotti di mussolina erano usati come sostituti per bende di cotone. Ben presto, licheni raccolti da volontari in Gran Bretagna erano inviati in Spagna. Nel corso di questo periodo Pyke era appoggiato da altri sostenitori dei lealisti spagnoli; nel corso delle riunioni non riusciva a capire perché i suoi piani non erano appoggiati con entusiasmo da altri; per tale motivo spesso parlava alta voce ed era maleducato.

## La seconda guerra mondiale

### Spia nella Germania nazista
Nell'estate del 1939, subito prima dell'inizio della seconda guerra mondiale, Pyke considerò il problema di individuare esattamente cosa pensavano i tedeschi del regime nazista. L'idea era quella di effettuare una ricerca di opinioni in segreto inviando volontari in Germania per intervistare gente comune. Egli personalmente avrebbe addestrato i volontari. Il piano era che gli intervistatori sarebbero stati considerati giocatori di golf in un tour per la Germania e che gli intervistatori sarebbero stati informali con le domande inserite nelle conversazioni quotidiane. La prima città presa come campione sarebbe stata Francoforte. Dopo che i volontari si trovavano in Germania da qualche giorno, Pyke stesso andò a Francoforte per incontrare Peter Raleigh (successivamente giornalista televisivo) che lo stava aspettando. Raleigh scherzosamente suggerì che c'erano in Germania un numero di giocatori di golf sufficiente a sfidare il Frankurt Golf Club ad una partita.
Quindi inviò una decina di studiosi, che parlavano un tedesco fluente, in Germania per analizzare l’atteggiamento del popolo tedesco verso la guerra, ma, nonostante i suoi intervistatori avessero trovato una maggioranza di tedeschi contraria alla guerra, il patto Ribbentrop-Molotov venne firmato e la guerra diventò inevitabile. Quando i suoi intervistatori furono rientrati e pubblicarono le loro 232 interviste, trasmesse a Londra con la valigia diplomatica prima che scoppiasse effettivamente la guerra, risultò che, prima dell’inizio della guerra, solo il 16% degli intervistati riteneva giustificato iniziare una guerra per aumentare il territorio, solo il 19% riteneva che la Germania avrebbe potuto vincere contro Francia, Gran Bretagna, Polonia e URSS coalizzate (notare che tutte le interviste furono effettuate prima della firma del trattato Ribbentrop-Molotov), più di un terzo si augurava la sconfitta della Germania per liberarsi da nazismo ed il 60% disapprovava l’atteggiamento di Hitler nei confronti degli ebrei. Sebbene le cose si muovessero più lentamente di quanto aveva sperato Pyke, gli intervistatori incontrarono poche difficoltà effettive, e, anche se gli intervistati potevano avere dei sospetti, li consideravano informatori della polizia o ufficiali della Gestapo e non spie britanniche. Il 25 agosto, seguendo i suggerimenti dai suoi contatti e dal Foreign Orffice, Pyke richiamò i suoi agenti, che rientrarono in Inghilterra nei pochi giorni successivi. L'idea originale di Pyke era stata di presentare ad Hitler i veri sentimenti dei tedeschi, ma, con l'inizio della guerra, era troppo tardi per questo. Raleigh e Patrick Smith fecero una trasmissione per l'appena costituito BBC World Service in cui misero a confronto il sentimento in Germania con quello a Londra, e Pyke preparò un rapporto per il War Office.
Pyke tentò di generare interesse nei risultati del suo sondaggio ripetendo l'esercizio già fatto in Germania usando persone degli stati neutrali. Trovò un appoggio limitato, ma attirò l'attenzione del deputato conservatore Leo Amery. Amery pensava che l'idea di Pyke era valida e privatamente convinse altri, incluso Clement Attle e Sir Stafford Cripps. Comunque non fu fatto nulla e Pyke cadde nella frustrazione di quanto sembrava essere l'ostinazione degli ambienti ufficiali. Gli amici influenti di Pyke spinti dalle circostanze arrivarono alla conclusione che niente sarebbe andato secondo gli schemi e convinsero Pyke a lasciar cadere la questione.

## Invenzioni militari
Pyke rivolse la sua mente di inventore al problema di combattere una guerra moderna. Scrisse articoli sulla grande strategia e lavorò su un certo numero di idee per invenzioni pratiche. Ispirato dalla vista dei palloni di sbarramento, sviluppò l'idea di usarli per montarvi microfoni che permettessero la localizzazione degli aeroplani da ricavare per triangolazione. In realtà Pyke non aveva idea che lo sviluppo del radar forniva mezzi molto più precisi per ottenere lo stesso effetto.

### Operazione Plough

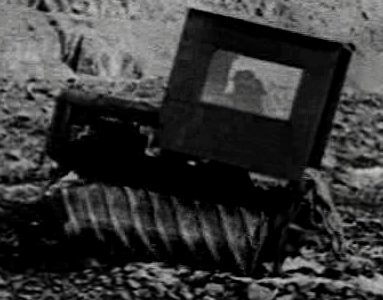
Un prototipo del Weasel con propulsione a vite senza fine (probabilmente una slitta motorizzata Armested montata su un trattore Fordson con una cabina leggera per il guidatore)

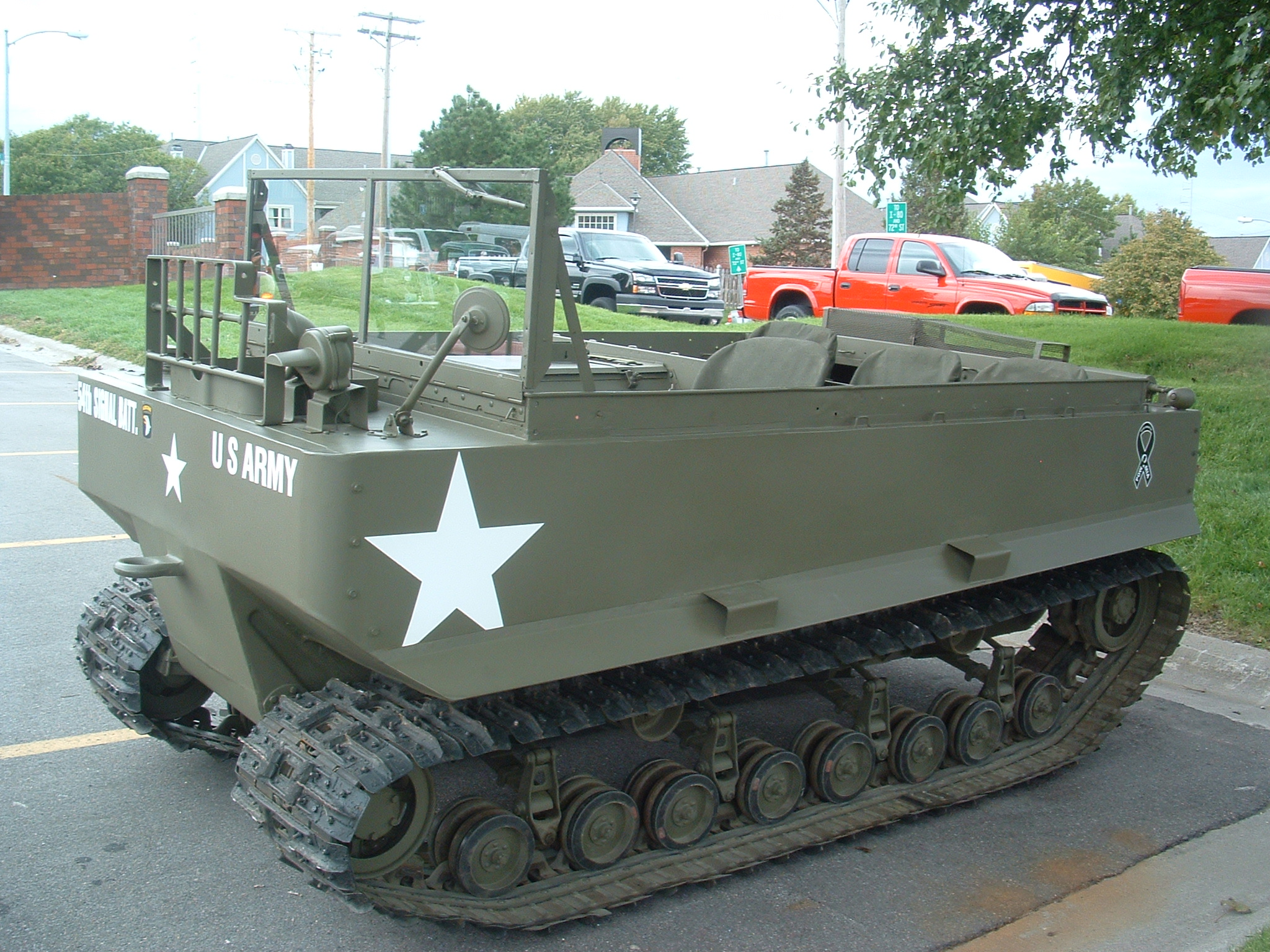
Il M29 Weasel effettivamente prodotto

Con l'invasione della Norvegia. Pike considerò il problema di trasportare soldati sulla neve, proponendo lo sviluppo di un veicolo propulso a vite senza fine basato su un vecchio brevetto, chiamato la slitta Armestead per la neve. Questo consisteva di una coppia di cilindri di basso peso, che avevano la forma di proiettili di artiglieria molto grandi, per sostenere il peso del veicolo. Questi cilindri avevano una flangia a spirale che affondava nella neve; quando i cilindri ruotavano (in direzioni opposte), il veicolo era spinto avanti. Pyke riteneva che una piccola forza di soldati molto mobili poteva attirare l'attenzione di molti soldati nemici che sarebbero stati necessari per fare la guardia a qualsiasi punto di attacco possibile.
Inizialmente l'idea di Pyke venne respinta. Poi, nell'ottobre del 1941, Louis Mountbatten sostituì Roger Keys come capo del Dipartimento Operazioni Combinate. Questo cambiò totalmente il carattere del dipartimento stesso e Mountbatten trovò lo spazio per tutti i tipi di persona con talenti e idee poco comuni. Amery, ora con una posizione nel governo come Segretario di stato per l'India, scrisse a Mountbatten raccomandandogli la proposta di Pyke per la Norvegia, respinta in precedenza da Keys, che doveva essere riesaminata e che sarebbe stato opportuno che Mountbatten assumesse Pyke nel suo staff dando inizio ad una relazione produttiva fra i due. Mountbatten stimava Pyke non solo per le sue idee originali, ma perché spingeva tutto il resto dello staff a pensare in modo meno conservatore.
Mountabatten si convinse che il piano di Pyke era valutabile e lo adottò. la proposta divenne l'Operazione Plough e a questa furono dedicate diverse riunioni ad alto livello. Quando un riassunto del piano su un unico foglio fu presentato al primo ministro Churchill, questi annotò sul verbale della riunione «Mai nella storia dei conflitti umani così pochi hanno immobilizzato così tanti.» Il progetto del veicolo da neve di Pyke era superato dallo sviluppo canadese del veicolo cingolato trasporto personale Weasel, prodotto inizialmente per le unità di commando Stati Uniti d'America e canadesi la 1st Special Service Force, che fu addestrata inizialmente per la Norvegia, ma fu effettivamente schierata in Italia. Gli Stati Uniti costruirono centinaia di questi come Weasel.

### Progetto Habakkuk
Nell'aprile del 1942 Pyke affrontò il problema di prevenire il congelamento delle navi nelle acque dell'Artico. Ebbe questo problema da Max Perutz, dei Laboratori Cavendish dell'Università di Cambridge, Pyke sapeva che Perutz aveva lavorato in precedenza sulle proprietà fisiche della neve perché, interessato alle difficoltà dell'operazione Plough, Perutz ben presto propose une soluzione e, in una nota al suo memorandum, scrisse:
«non è solo questa nazione, ma in tutto il mondo che, confrontando altri fenomeni naturali, si è ignoranti su neve e ghiaccio. Questo è una fortuna, perché chiunque li conosca per primo può ottenere un grande vantaggio» Questo spinse Pyke a pensare e, a fine settembre, mandò un memorandum di 232 pagine a Mountbatten mettendo in dettaglio le sue idee.
Il memorandum di Pyke suggeriva un certo numero di usi del ghiaccio e dell'acqua sottoraffreddata. La più nota è la costruzione di una portaerei gigantesca in ghiaccio che poteva essere mantenuto solido naturalmente o artificialmente. Mentre le portaerei convenzionali erano limitate all'uso di aerei convenzionali, specializzati e di dimensioni relativamente piccole, questi giganti potevano far decollare e atterrare caccia e bombardieri convenzionali. in tal modo avrebbero potuto fornire copertura aerea ai convogli nel centro dell'Oceano Atlantico, preparando posizioni per i lunghi voli oltremare o come piste di decollo per l'attacco anfibio alla Francia o per l'operazione Downfall contro il Giappone. Una biografia di Pyke indica che, già in questa fase del progetto, egli aveva deciso di utilizzare ghiaccio rinforzato con fibra dei legno, tuttavia altri riferimenti rendono chiaro che non era questa la situazione
Pyke non era il primo a suggerire un punto sosta per aerei galleggiante in mezzo all'oceano, e neppure il primo a suggerire che una simile isola galleggiante fosse di ghiaccio, lo scienziato tedesco Gerke di Wladenburg propose per primo l'idea nel 1930 ed effettuò alcuni esperimenti preliminari nel lago di Zurigo.
Il memorandum di Pyke comprendeva un paio di note provvisorie. La prima richiedeva che Mountbatten leggesse i suggerimenti per conto suo prima di permettere che il memorandum finisse fra le mani "di quel dannato pazzo di Lusington". La seconda nota, più lunga, chiedeva che Mountabatten leggesse le prime trenta pagine del memorandum prima di decidere se valeva la pena di continuare "Può essere oro, ma può solo brillare. Non posso dirlo. Sono stato troppo tempo a lavorarci e sono accecato.
Mountbatten lesse le prime pagine e passò oltre al resto del documento. Non aveva il tempo di leggerlo con cura, ma piuttosto lo passò al brigadiere Wildman-Lusington prima di quanto avesse desiderato Pyke. Lusington, con l'assistenza di Barnal, concluse che le proposte principali di Pyke erano fattibili.
Nel dicembre 1942 il primo ministro Churchill emanò una direttiva secondo la quale le ricerche sul progetto dovevano essere portate avanti con la massima priorità ed espresse l'opinione che la natura doveva fare il maggior lavoro possibile. La marina richiedeva un bordo libero di almeno 15 m per le portaerei e caccia e bombardieri di base a terra richiedevano una pista di decollo di almeno 600 m e larga almeno 30 m. Divenne ben presto chiaro che il ghiaccio ricavato da normali lastre galleggianti non sarebbe stato adatto, dato che il ghiaccio era troppo sottile, perché raramente superava i 3,5 m e gli iceberg non erano adatti, dato che la loro superficie sopra l'acqua era troppo piccola. Gli esperimenti per determinare la resistenza meccanica del ghiaccio furono effettuati nel Regno Unito e in Canada, con risultati scoraggianti, dato che il ghiaccio come materiale da costruzione non era affidabile, quindi usarlo nel modo suggerito sarebbe stato pericoloso.
Nel febbraio 1943 le prospettive del progetto furono modificate. Pyke aveva saputo da un rapporto di Herman Mark e del suo assistente Walter Holenstein che ghiaccio fatto con acqua mescolata a fibre di legno formava una massa solida molto più resistente del ghiaccio di acqua pura
. Mark era nato a Vienna, ma nel 1940 era fuggito dall'Europa nazista in USA, Gli scienziati che lavoravano per Pyke al laboratorio di ricerca sul freddo del Politecnico di Brooklin fecero esperimenti con miscele di polpa di legno dal 4 al 14% ed i loro esprimenti iniziali diedero risultati fantastici. Il materiale composito era conosciuto inizialmente come "picolite", ma successivamente fu battezzato pykrete. Pyke trasmise il rapporto di Mark a Max Perutz (che era stato uno studioso di chimica fisica sotto la guida di Mark a Vienna), che sviluppò l'idea del pykrete in una macelleria requisita a Smithfield Market. In una serie di esperimenti confermò i risultati di Mark e trovò che ghiaccio fatto con il 4% di polpa di legno era, a parità di peso, resistente come il cemento.
La reazione di Mountabatten a questa nuova scoperta è riportata da Lampe:
«Ciò che successe dopo fu spiegato diversi anni dopo la guerra da Lord Mountbatten in una chiacchierata dopo un pranzo abbondantemente citato. "Fui inviato a Chequers (la residenza di Churchill) a vedere il primo ministro e mi fu detto che questi era in bagno. Io dissi 'Bene è proprio dove lo volevo.' Salii le scale e lo chiamai, 'Ho un blocco di un nuovo materiale che vorrei buttare nella vostra vasca.' Dopo questo suggerì che avrei dovuto portarlo per la conferenza di Quebec."
La dimostrazione nel bagno fumante di Churchill era stata molto teatrale. Dopo che la pellicola esterna del piccolo cubo di pykrete era stata fusa, la polpa di legno ora esposta aveva impedito al blocco di liquefarsi.»
Come chiacchiera del dopopranzo la storia di Mountbatten può essere stata in qualche modo elaborata per intrattenere i commensali, ma l'immagine mentale di Churchill nella sua vasca da bagno, forse fumando uno dei suoi tipici sigari è piuttosto divertente, e l'evento può essere totalmente immaginario. La storia tuttavia mette in evidenza l'eccitazione provocata dalla scoperta.
Il progetto di costruire una gigantesca portaerei in pykrete era noto come Progetto Habakkuk.
Man mano che si sviluppavano i piani per la grande nave, si capì ben presto che il requisito di un bordo libero di 15 m poteva essere ottenuto solo con uno scafo cavo: un blocco solido di pkrete avrebbe avuto un pescaggio impossibile. Anche così una nave luga 600 m e larga 30 m con uno scafo spesso 9 m avrebbe richiesto un pescaggio di 45 m ed una stazza di 2,2 milioni di t. La sua costruzione da un materiale ancora ignoto, sarebbe stata un'impresa piuttosto complessa. Per semplificare le cose la nave doveva avere la forma di un parallelepipedo cavo con bordi inclinati in modo da ridurre l'attrito e le pareti esterne dovevano essere protette da una pellicola impermeabile.
Prove successive ed approfondite dimostrarono che la resistenza del pykrete agli esplosivi ed ai proiettili era, a parità di peso, elevata come quella del cemento. Un proiettile di rivoltella poteva provocare solo danni poco significativi: un cratere largo 2,5 cm e profondo 1,2 cm. Da risultati di prove di esplosivi sott'acqua, fu calcolato che un siluro a segno avrebbe provocato un cratere del diametro di 4,5 m e profondo 60 cm. La portaerei in pykrete sarebbe stata lenta, con velocità di circa 7 nodi (13 km/h), ma con le sue pareti spesse, queste sarebbero state proibitive per bombe e siluri.
Sebbene il pkykrete avesse un'elevata resistenza meccanica, tuttavia, come il ghiaccio, era soggetto a scorrimento viscoso (creep), cioè tendeva a deformarsi progressivamente sotto una pressione costante. Gli esperimenti mostrarono che origini differenti della polpa di legno si comportavano in modo diverso, con l'abete superiore al pino, nel caso di polpa di abete canadese il creep in realtà si sarebbe fermato dopo un periodo iniziale di assestamento di poche settimane, purché la temperatura del pykrete fosse stata mantenuta sotto i -15 °C (258 K), per questo motivo il progetto della nave doveva comprendere impianti di refrigerazione in cui circolava aria compressa a -30 °C (243&nbp;K) in tubi a U.
Pyke fu inviato in Canada con una presentazione personale di Churchill al primo ministro Mackenzie King. Mentre era all'estero, un comitato dell'Ammiragliato presieduto dal responsabile delle costruzioni navali inviò un memorandum su Habakkuk a Mountbatten. Perutz successivamente scrisse sulla reazione dei Pyke quando venne a sapere ciò. Pyke inviò un telegramma che diceva:
Questo comportamento era tipico della disistima di Pyke per l'estblishment britannico e l'ammiraglio oltraggiato tentò di ottenere il licenziamento di Pyke. Tuttavia Pyke rientrò dal Canada stimolato da questo successo e dallo splendido comportamento di un prototipo che i canadesi avevano varato nel Patrica Lake nello stato dell'Alberta.
Nonostante il notevole lavoro il progetto non superò lo stadio di pianificazione iniziale. La fabbricazione di una così grande quantità di pykrete rappresentava una difficoltà formidabile ed il problema di guidare una nave così grande non era mai stato realmente risolto. Nel frattempo, l'autonomia degli aerei era notevolmente aumentata. cosicché l'Atlantic gap era stato chiuso e la tattica americana del salto della rana era andata abbastanza avanti per rendere non più necessaria un'isola galleggiante di tali dimensioni. Infine gli aerei moderni di base a terra erano adesso tanto pesanti da richiedere piste di decollo più lunghe di quanto ne potesse fornire Habakkuk.
Il memorandum originale di Pyke menzionava anche altre applicazioni per il pykrete, come la costruzione di battelli da sbarco per la prevista invasione del Giappone e per la costruzione rapida di fortificazioni per una testa di ponte da sbarco innaffiando edifici già esistenti con pykrete liquido che avrebbe solidificato in uno strato spesso. Molte di queste idee si basavano su una fede mal posta sulle qualità dell'acqua sottoraffreddata, che egli riteneva si potesse utilizzare come arma da guerra: pompata da una nave poteva essere usata per creare istantaneamente parapetti di ghiaccio, o anche spruzzata direttamente sui soldati nemici; comunque tali idee, secondo Perutz, erano molto poco realizzabili.
Nel settembre 1943 Pyke propose un piano leggermente meno ambizioso per navi di pykrete da utilizzare per un assalto anfibio. Propose un monitor di pykrete lungo 60 e largo 15 m che montasse una singola torretta navale; questo sarebbe stato semovente o trainato dove doveva essere utilizzato. Suggerì anche l'uso del pykrete per costruire frangiflutti nei luoghi di sbarco. A quel tempo, Max Perutz ritenne che queste idee fossero realizzabili e che le ricerche sul pykrete fossero sufficientemente avanzate per permettere l'esecuzione del piano di Pyke. Il piano non fu attuato, ma per l'invasione alleata della Normandia fu utilizzato un sistema di frangiflutti in cemento precostruiti chiamati porto Mulberry. I piani di Pyke suggeriscono che egli poteva avere qualche conoscenza dei piani di Mublberry, forse attraverso i contatti con Bernal che era uno dei progenitori del piano di Mulberry.

### Uomini nei tubi
Nel 1943 Pyke sottopose a Mountbatten un memorandum, lungo circa cinquanta pagine, che esponeva le idee per una soluzione di scaricare materiali dalle navi quando non erano disponibili attrezzature portuali adatte e poche strade portavano all'entroterra. Queste circostanze erano comuni alla Guerra nel teatro del Pacifico ed erano fondamentali nella decisione del 1943 di invadere la Francia sbarcando sulle spiagge della Normandia, senza porti e con una marea di 7 metri. L'idea di Pyke era di usare tubi del tipo utilizzato per trasportare il combustibile dalle navi alla spiaggia, per spostare contenitori chiusi che potevano contenere qualsiasi tipo di oggetti sufficiente mente piccoli. Pyke suggerì che tubi da 100 o 150 mm potevano gestire l'equipaggiamento più piccolo, mentre oggetti più grandi potevano essere inviati con tubi da 600 mm. Inoltre non c'era motivo per far fermare i tubi sulle spiagge, in quanto potevano essere allungati quanto fosse necessario. Barnal diede un cauto appoggio a questa idea, aggiungendo comunque che avrebbe richiesto una grande quantità di studi. L'idea di Pyke era simile agli scopettoni per la pulizia che talvolta sono spinti nei tubi dalla pressione del fluido ed ai misuratori di tubi che vengono attualmente usati per la pulizia e la telemetria.
Poco dopo Pyke propose, in via sperimentale, che questa idea dei tubi in pressione poteva essere ampliata al trasporto di personale. I tubi dovevano avere almeno 600 mm di diametro e la pressione doveva essere alta. Lavorò su alcune idee per il rifornimento di ossigeno ai passeggeri e suggerì che il problema della claustrofobia poteva essere evitato viaggiando a coppie e con un uso giudizioso di farmaci calmanti. «L'intera esperienza (di viaggiare in tubi) comunque dovrebbe essere molto meno spiacevole e richiedere molto meno tempo per abituarsi di lanciarsi col paracadute o di essere sottoposti a bombardamenti».
Pyke propose che questo sistema potesse essere usato per spostare persone da navi a spiagge, da isola a isola, attraverso paludi e sopra le montagne, in qualsiasi luogo dove fosse difficoltoso il trasporto ordinario.
Questa idea non fu mai sviluppata. Pyke non accettò che non fosse pratico costruire una linea di tubi senza prima costruire una strada, e la linea sarebbe stata molto vulnerabile dal punto di vista militare. I problemi pratici per gli sbarchi in Normandia furono risolti dai ricercatori della Royal Navy, che costruirono cassoni di cemento galleggianti (Mulberry) e pontoni galleggianti (Swiss roll) attraverso i quali i camion potevano spostarsi dalle navi a terra.

## Dopo la seconda guerra mondiale
Pyke continuò col suo torrente di idee per rendere migliore il mondo. Uno dei suggerimenti per il l'Europa del dopoguerra affamata di energia fu quella di spingere i vagoni ferroviari con l'energia muscolare umana, utilizzando 20 o 30 persone con un meccanismo a pedali simile a quello di una bicicletta, per far muovere il treno. Pyke pensava che l'energia in una libbra di zucchero costasse tanto quanto un'energia equivalente sotto forma di carbone e che, mentre l'Europa aveva una gran quantità di zucchero e di disoccupati, aveva comunque una carenza in carbone e petrolio. Riconosceva che tale utilizzo dell'energia muscolare umana era sotto certi aspetti sgradevole, ma non poteva vedere la logica in argomenti che fossero sufficientemente persuasivi nell'impedire l'uso delle calorie da sorgenti diverse dal carbone.
A Pyke fu affidato un incarico di approfondire i problemi del National Health Sysyem (il Servizio sanitario nazionale britannico) e, in modo molto caratteristico, diede il suo contributo come una parte del rapporto di minoranza sulle opinioni dissidenti
.
Rimase orgoglioso a sviluppare le sue idee non convenzionali, che scrisse e difese. Organizzò una campagna contro la pena di morte e  per l'appoggio del governo all'UNICEF. Ma, più cercava di raggiungere un mondo migliore, più diventava pessimista, gli sembrava che la natura umana fosse in genere contraria all'innovazione, ed in particolare alle sue idee. Era largamente preso in giro dai media del tempo, anche in pubblicazioni orientate a sinistra. Un senso di disagio lo sopraffece.

## Morte e testamento
La sera del sabato 21 febbraio 1948, in Steel's Road, Hampstead Pyke si sdraiò sul letto e consumò un intero flacone di sonnifero, la sua padrona di casa trovò il suo corpo la mattina del lunedì successivo. Il coroner emise un verdetto di suicidio in un momento di alterazione mentale. Immediatamente prima di consumare le pillole, aveva scritto alcune lettere private, che rendevano evidente che il suo suicidio era premeditato. Un necrologio del Times lo ricordò e lamentò la sua morte, iniziando con le parole «La morte di Geoffrey Pyke elimina una delle più originali, anche se poco conosciute figure del secolo attuale».
John Bernal, che conosceva bene Pyke, scrisse: